# VVV in het seizoen 2000/01
Dit artikel geeft een overzicht van VVV in het seizoen 2000/2001.

## Transfers

### Aangetrokken spelers
| Naam               | Nationaliteit | Vorige club            |
| ------------------ | ------------- | ---------------------- |
| Zomer              |               |                        |
| Roy Grootaert      | Nederland     | N.E.C.                 |
| Stephan 't Hart    | Nederland     | Roda JC (gehuurd)      |
| Bas Jacobs         | Nederland     | Roda JC (gehuurd)      |
| Paul Jans          | Nederland     | Eigen jeugd            |
| Jeroen van Moorsel | Nederland     | Baronie                |
| Oswald Snip        | Nederland     | TOP Oss                |
| Najaar             |               |                        |
| Theo Migchelsen    | Nederland     | Emmen                  |
| Chima Onyeike      | Nederland     | Excelsior (gehuurd)    |
| Krist Porte        | België        | Hapoel Tzafririm Holon |
| Winter             |               |                        |
| Nick Hoekstra      | Nederland     | FC Twente (gehuurd)    |
| Oualid Khemili     | Tunesië       | FC Den Bosch           |

### Vertrokken spelers
| Naam                | Nationaliteit | Nieuwe club           |
| ------------------- | ------------- | --------------------- |
| Zomer               |               |                       |
| Pol van Boekel      | Nederland     | JVC '31               |
| Maurice Hofman      | Nederland     | RKSV Heer             |
| Jeroen Meijer       | Nederland     | onbekend              |
| Niermel Ramkhelawan | Nederland     | DESTO                 |
| Maurice Rayer       | Nederland     | Rot-Weiss Essen       |
| Gerrie Schaap       | Nederland     | IJsselmeervogels      |
| Werner Smits        | Nederland     | VV Gemert             |
| Fatih Sonkaya       | Turkije       | Roda JC (was gehuurd) |

## Oefenwedstrijden
| №  | Datum           | Thuis                | Uit                      | Uitslag |
| -- | --------------- | -------------------- | ------------------------ | ------- |
| 1  | 8 juli 2000     | SV Roggel            | VVV                      | 0 – 9   |
| 2  | 11 juli 2000    | Volharding           | VVV                      | 3 – 5   |
| 3  | 13 juli 2000    | IVO                  | VVV                      | 0 – 2   |
| 4  | 15 juli 2000    | Selectie Walsberg    | VVV                      | 1 – 12  |
| 5  | 17 juli 2000    | VVV                  | Hapoel Haifa             | 1 – 3   |
| 6  | 19 juli 2000    | HRC '27              | VVV                      | 0 – 13  |
| 7  | 25 juli 2000    | VVV                  | Borussia Mönchengladbach | 1 – 2   |
| 8  | 27 juli 2000    | MVC '19              | VVV                      | 0 – 6   |
| 9  | 29 juli 2000    | KVV Overpelt-Fabriek | VVV                      | 3 – 2   |
| 10 | 1 augustus 2000 | VV Reuver            | VVV                      | 0 – 5   |
| 11 | 4 augustus 2000 | VVV                  | N.E.C.                   | 0 – 3   |
| 12 | 8 augustus 2000 | SV Lottum            | VVV                      | 1 – 11  |
| 13 | 11 januari 2001 | SV Blerick           | VVV                      | 0 – 7   |
| 14 | 13 januari 2001 | VVV                  | FC Twente                | 0 – 3   |
| 15 | 16 januari 2001 | Al Masry SC          | VVV                      | 2 – 2   |
| 16 | 18 januari 2001 | NC Foresta Suceava   | VVV                      | 0 – 0   |
| 17 | 20 januari 2001 | Zamalek SC           | VVV                      | 2 – 0   |

1. 1 2 3  Toernooi in Caïro, Egypte.

## Eerste divisie
| №  | Datum             | Thuis              | Uit                | Uitslag |
| -- | ----------------- | ------------------ | ------------------ | ------- |
| 1  | 19 augustus 2000  | VVV                | FC Volendam        | 1 – 2   |
| 2  | 26 augustus 2000  | Go Ahead Eagles    | VVV                | 2 – 1   |
| 3  | 4 september 2000  | VVV                | Emmen              | 0 – 1   |
| 4  | 9 september 2000  | Dordrecht '90      | VVV                | 1 – 4   |
| 5  | 16 september 2000 | VVV                | Haarlem            | 2 – 0   |
| 6  | 25 september 2000 | Heracles Almelo    | VVV                | 1 – 0   |
| 7  | 30 september 2000 | VVV                | Helmond Sport      | 0 – 2   |
| 8  | 14 oktober 2000   | Cambuur Leeuwarden | VVV                | 3 – 1   |
| 9  | 21 oktober 2000   | VVV                | Eindhoven          | 1 – 0   |
| 10 | 28 oktober 2000   | FC Zwolle          | VVV                | 1 – 1   |
| 11 | 4 november 2000   | VVV                | BV Veendam         | 3 – 2   |
| 12 | 11 november 2000  | TOP Oss            | VVV                | 3 – 0   |
| 13 | 18 november 2000  | Telstar            | VVV                | 1 – 0   |
| 14 | 25 november 2000  | VVV                | MVV                | 2 – 0   |
| 15 | 2 december 2000   | ADO Den Haag       | VVV                | 2 – 2   |
| 16 | 9 december 2000   | VVV                | Excelsior          | 1 – 2   |
| 17 | 7 februari 2001   | VVV                | Go Ahead Eagles    | 0 – 2   |
| 18 | 10 februari 2001  | Emmen              | VVV                | 1 – 0   |
| 19 | 14 februari 2001  | FC Den Bosch       | VVV                | 2 – 0   |
| 20 | 17 februari 2001  | VVV                | Cambuur Leeuwarden | 2 – 3   |
| 21 | 21 februari 2001  | FC Volendam        | VVV                | 3 – 0   |
| 22 | 24 februari 2001  | Haarlem            | VVV                | 3 – 1   |
| 23 | 3 maart 2001      | VVV                | Dordrecht '90      | 0 – 1   |
| 24 | 10 maart 2001     | Helmond Sport      | VVV                | 4 – 0   |
| 25 | 17 maart 2001     | VVV                | Heracles Almelo    | 4 – 2   |
| 26 | 31 maart 2001     | Excelsior          | VVV                | 3 – 3   |
| 27 | 7 april 2001      | VVV                | FC Den Bosch       | 1 – 2   |
| 28 | 14 april 2001     | BV Veendam         | VVV                | 1 – 2   |
| 29 | 21 april 2001     | VVV                | TOP Oss            | 0 – 1   |
| 30 | 28 april 2001     | VVV                | Telstar            | 2 – 3   |
| 31 | 5 mei 2001        | MVV                | VVV                | 4 – 0   |
| 32 | 11 mei 2001       | VVV                | ADO Den Haag       | 1 – 1   |
| 33 | 19 mei 2001       | Eindhoven          | VVV                | 1 – 2   |
| 34 | 26 mei 2001       | VVV                | FC Zwolle          | 0 – 3   |

## KNVB Beker
Groepsfase, groep 20:
| Vrijdag 11 augustus 2000, 20:00                                     | VVV                    | 2-0 (1-0) | EHC/Norad | Opstelling VVV                                                                                                   | Opstelling EHC/Norad |  |
| Stadion: Stadion De Koel, Venlo Toeschouwers: 350 Arbiter: Liesveld | Leferink 20' Graef 87' |           |           | Baart, Verhappen, Joosten, 't Hart, Martens, Linssen, Van Raalte , Leferink 75' ( Zegers), Hofstede, Graef, Snip | Snoeren, Ubags 13' ( Van Vondel), Frijns, Hanssen , Steegs, Sraizi, Schütten, Wijnen , Preis ' ( Aalmans), Lens, Wehkamp ' ( Hahn) |  |
| Stadion: Stadion De Koel, Venlo Toeschouwers: 350 Arbiter: Liesveld |                        |           |           | Baart, Verhappen, Joosten, 't Hart, Martens, Linssen, Van Raalte , Leferink 75' ( Zegers), Hofstede, Graef, Snip | Snoeren, Ubags 13' ( Van Vondel), Frijns, Hanssen , Steegs, Sraizi, Schütten, Wijnen , Preis ' ( Aalmans), Lens, Wehkamp ' ( Hahn) |  |
| Stadion: Stadion De Koel, Venlo Toeschouwers: 350 Arbiter: Liesveld |                        |           |           | Baart, Verhappen, Joosten, 't Hart, Martens, Linssen, Van Raalte , Leferink 75' ( Zegers), Hofstede, Graef, Snip | Snoeren, Ubags 13' ( Van Vondel), Frijns, Hanssen , Steegs, Sraizi, Schütten, Wijnen , Preis ' ( Aalmans), Lens, Wehkamp ' ( Hahn) |  |
|                                                                     |                        |           |           | | |  |

Groepsfase, groep 20:
| Dinsdag 15 augustus 2000, 20:00                                               | MVV | 0-1 (0-0) | VVV                 | Opstelling MVV | Opstelling VVV                                                                                                   |  |
| Stadion: Stadion De Geusselt, Maastricht Toeschouwers: 1.250 Arbiter: Temmink |     |           | 75' (pen.) Leferink | Snelders , Van Bogaert , Vonk, Caers, Vaessen, Blanquez, De Jong , Heymans 78' ( Moonen), Taiwo, Hollanders, Kociski 78' ( Karapınar) | Baart, Joosten, Grootaert, 't Hart, Martens, Linssen, Van Raalte , Zegers 72' ( Leferink), Hofstede, Graef, Snip |  |
| Stadion: Stadion De Geusselt, Maastricht Toeschouwers: 1.250 Arbiter: Temmink |     |           |                     | Snelders , Van Bogaert , Vonk, Caers, Vaessen, Blanquez, De Jong , Heymans 78' ( Moonen), Taiwo, Hollanders, Kociski 78' ( Karapınar) | Baart, Joosten, Grootaert, 't Hart, Martens, Linssen, Van Raalte , Zegers 72' ( Leferink), Hofstede, Graef, Snip |  |
| Stadion: Stadion De Geusselt, Maastricht Toeschouwers: 1.250 Arbiter: Temmink |     |           |                     | Snelders , Van Bogaert , Vonk, Caers, Vaessen, Blanquez, De Jong , Heymans 78' ( Moonen), Taiwo, Hollanders, Kociski 78' ( Karapınar) | Baart, Joosten, Grootaert, 't Hart, Martens, Linssen, Van Raalte , Zegers 72' ( Leferink), Hofstede, Graef, Snip |  |
|                                                                               |     |           |                     | | |  |

Groepsfase, groep 20:
| Dinsdag 22 augustus 2000, 19:30                                                                           | SV Panningen | 0-2 (0-1) | VVV                     | Opstelling SV Panningen | Opstelling VVV |  |
| Stadion: Sportpark De Dèl, Panningen Toeschouwers: 750 Arbiter: Buiting                                   |              |           | 14' Zegers 64' Leferink | Peters, Heijnen, Weerts, Van der Linden, Peeters, Van der Sterren 46' ( Van Esseveldt), P. de Vries, Klamerek 40' ( Honings ), Koulengani, Joosten , A. de Vries 65' ( Gommans) | Baart, Joosten, Grootaert 68' ( Verdellen), 't Hart, Martens, Linssen, Van Raalte , Zegers 57' ( Evans), Hofstede 81' ( Driessen), Leferink , Snip |  |
| Stadion: Sportpark De Dèl, Panningen Toeschouwers: 750 Arbiter: Buiting                                   |              |           |                         | Peters, Heijnen, Weerts, Van der Linden, Peeters, Van der Sterren 46' ( Van Esseveldt), P. de Vries, Klamerek 40' ( Honings ), Koulengani, Joosten , A. de Vries 65' ( Gommans) | Baart, Joosten, Grootaert 68' ( Verdellen), 't Hart, Martens, Linssen, Van Raalte , Zegers 57' ( Evans), Hofstede 81' ( Driessen), Leferink , Snip |  |
| Stadion: Sportpark De Dèl, Panningen Toeschouwers: 750 Arbiter: Buiting                                   |              |           |                         | Peters, Heijnen, Weerts, Van der Linden, Peeters, Van der Sterren 46' ( Van Esseveldt), P. de Vries, Klamerek 40' ( Honings ), Koulengani, Joosten , A. de Vries 65' ( Gommans) | Baart, Joosten, Grootaert 68' ( Verdellen), 't Hart, Martens, Linssen, Van Raalte , Zegers 57' ( Evans), Hofstede 81' ( Driessen), Leferink , Snip |  |
| Bijz.: VVV plaatst zich als winnaar van Groep 20 samen met MVV (nummer twee) voor de volgende bekerronde. |              |           |                         | | |  |

Tweede ronde:
| Donderdag 21 september 2000, 20:00                                                      | SV TOP   | 0-0 n.v. (0-0) | VVV                                                    | Opstelling SV TOP | Opstelling VVV |  |
| Stadion: TOP-Stadion, Oss Toeschouwers: 450 Arbiter: Gerritsen                          | Van Lent |                | Leferink Martens 't Hart Van Raalte Hofstede Verdellen | Dominikus, Van Lent , Doğar, P. van Orsouw, Suppers, Duijs, De Groot 65' ( M. van Orsouw), Van Osch, Van de Wijst 84' ( Husson), Van Zundert , Beks 76' ( Feldkamp) | Baart, Verdellen , Grootaert , 't Hart, Martens, Linssen 12', Van Raalte , Zegers 90' ( Joosten), Hofstede, Graef 96' ( Leferink), Evans 64' ( B. Jacobs) |  |
| Stadion: TOP-Stadion, Oss Toeschouwers: 450 Arbiter: Gerritsen                          |          |                |                                                        | Dominikus, Van Lent , Doğar, P. van Orsouw, Suppers, Duijs, De Groot 65' ( M. van Orsouw), Van Osch, Van de Wijst 84' ( Husson), Van Zundert , Beks 76' ( Feldkamp) | Baart, Verdellen , Grootaert , 't Hart, Martens, Linssen 12', Van Raalte , Zegers 90' ( Joosten), Hofstede, Graef 96' ( Leferink), Evans 64' ( B. Jacobs) |  |
| Stadion: TOP-Stadion, Oss Toeschouwers: 450 Arbiter: Gerritsen                          |          |                |                                                        | Dominikus, Van Lent , Doğar, P. van Orsouw, Suppers, Duijs, De Groot 65' ( M. van Orsouw), Van Osch, Van de Wijst 84' ( Husson), Van Zundert , Beks 76' ( Feldkamp) | Baart, Verdellen , Grootaert , 't Hart, Martens, Linssen 12', Van Raalte , Zegers 90' ( Joosten), Hofstede, Graef 96' ( Leferink), Evans 64' ( B. Jacobs) |  |
| Bijz.: VVV wint na strafschoppen met 5-6. VVV plaatst zich voor de volgende bekerronde. |          |                |                                                        | | |  |

Derde ronde:
| Dinsdag 31 oktober 2000, 20:00                                        | VVV                                          | 3-2 (1-0) | TOP Oss                    | Opstelling VVV | Opstelling TOP Oss |  |
| Stadion: Stadion De Koel, Venlo Toeschouwers: 1.000 Arbiter: De Graaf | Van Raalte 7' Onyeike 53' Onyeike 76' (pen.) |           | 62' Peters 64' Van Deinsen | Baart, Verhappen, Grootaert , 't Hart, Martens, Linssen, Van Raalte , Zegers, Evans 71' ( Hofstede), Onyeike 82' ( Graef), Snip | Koopman , Schaefer, Cruijff , Heesen, Van Roosmalen, Peters, Jordan, Van der Meer 80' ( D. Eveleens), Tuasamu 58' ( Van Deinsen), De Wijs 85' ( Van Grunsven), Guijt |  |
| Stadion: Stadion De Koel, Venlo Toeschouwers: 1.000 Arbiter: De Graaf |                                              |           |                            | Baart, Verhappen, Grootaert , 't Hart, Martens, Linssen, Van Raalte , Zegers, Evans 71' ( Hofstede), Onyeike 82' ( Graef), Snip | Koopman , Schaefer, Cruijff , Heesen, Van Roosmalen, Peters, Jordan, Van der Meer 80' ( D. Eveleens), Tuasamu 58' ( Van Deinsen), De Wijs 85' ( Van Grunsven), Guijt |  |
| Stadion: Stadion De Koel, Venlo Toeschouwers: 1.000 Arbiter: De Graaf |                                              |           |                            | Baart, Verhappen, Grootaert , 't Hart, Martens, Linssen, Van Raalte , Zegers, Evans 71' ( Hofstede), Onyeike 82' ( Graef), Snip | Koopman , Schaefer, Cruijff , Heesen, Van Roosmalen, Peters, Jordan, Van der Meer 80' ( D. Eveleens), Tuasamu 58' ( Van Deinsen), De Wijs 85' ( Van Grunsven), Guijt |  |
| Bijz.: VVV plaatst zich voor de volgende bekerronde.                  |                                              |           |                            | | |  |

Achtste finale:
| Zaterdag 27 januari 2001, 19:00                                       | VVV | 0-1 (0-0) | sc Heerenveen | Opstelling VVV                                                                                                 | Opstelling sc Heerenveen |  |
| Stadion: Stadion De Koel, Venlo Toeschouwers: 2.514 Arbiter: De Graaf |     |           | 78' Nurmela   | Baart, Joosten, Verdellen , Porte, Martens, Linssen, Snip, Van Raalte , Evans, Onyeike 75' ( Graef), B. Jacobs | Vonk, Venema, Hansma , Klompe, Ebbinge, Radomski, Lurling , Nurmela, D. de Nooijer 88' ( Kolk), Allbäck 58' ( Denneboom), Tuhuteru |  |
| Stadion: Stadion De Koel, Venlo Toeschouwers: 2.514 Arbiter: De Graaf |     |           |               | Baart, Joosten, Verdellen , Porte, Martens, Linssen, Snip, Van Raalte , Evans, Onyeike 75' ( Graef), B. Jacobs | Vonk, Venema, Hansma , Klompe, Ebbinge, Radomski, Lurling , Nurmela, D. de Nooijer 88' ( Kolk), Allbäck 58' ( Denneboom), Tuhuteru |  |
| Stadion: Stadion De Koel, Venlo Toeschouwers: 2.514 Arbiter: De Graaf |     |           |               | Baart, Joosten, Verdellen , Porte, Martens, Linssen, Snip, Van Raalte , Evans, Onyeike 75' ( Graef), B. Jacobs | Vonk, Venema, Hansma , Klompe, Ebbinge, Radomski, Lurling , Nurmela, D. de Nooijer 88' ( Kolk), Allbäck 58' ( Denneboom), Tuhuteru |  |
| Bijz.: Grootaert geschorst. VVV uitgeschakeld.                        |     |           |               | | |  |

## Statistieken
| №           | Naam               | Geboren    | Competitie | Competitie | Beker | Beker |      |      |
| №           | Naam               | Geboren    | Duels      | Goals      | Duels | Goals |      |      |
| Doel        | Doel               | Doel       | Doel       | Doel       | Doel  | Doel  | Doel | Doel |
| ----------- | ------------------ | ---------- | ---------- | ---------- | ----- | ----- | ---- | ---- |
|             | Rein Baart         | 13-04-1972 | 19         | 0          | 6     | 0     |      |      |
|             | Maarten van Elst   | 15-10-1980 | 4          | 0          | 0     | 0     |      |      |
|             | Wim Jacobs         | 05-09-1964 | 3          | 0          | 0     | 0     |      |      |
|             | Theo Migchelsen    | 13-12-1969 | 9          | 0          | 0     | 0     |      |      |
| Verdediging |                    |            |            |            |       |       |      |      |
|             | Roy Grootaert      | 17-11-1978 | 19         | 1          | 4     | 0     |      |      |
|             | Stephan 't Hart    | 10-12-1970 | 21         | 0          | 5     | 0     |      |      |
|             | Nick Hoekstra      | 12-08-1981 | 7          | 0          | 0     | 0     |      |      |
|             | Dave Joosten       | 18-10-1980 | 12         | 0          | 5     | 0     |      |      |
|             | Oualid Khemili     | 02-05-1980 | 0          | 0          | 0     | 0     |      |      |
|             | Jan Martens        | 18-09-1969 | 28         | 1          | 6     | 0     |      |      |
|             | Krist Porte        | 07-09-1968 | 18         | 1          | 1     | 0     |      |      |
|             | Sjors Verdellen    | 29-11-1981 | 28         | 0          | 3     | 0     |      |      |
|             | Ruud Verhappen     | 18-10-1982 | 16         | 0          | 2     | 0     |      |      |
| Middenveld  |                    |            |            |            |       |       |      |      |
|             | Niki Leferink      | 12-02-1976 | 12         | 0          | 4     | 3     |      |      |
|             | Edwin Linssen      | 28-08-1980 | 26         | 0          | 6     | 0     |      |      |
|             | Jan van Raalte     | 12-08-1968 | 31         | 0          | 6     | 1     |      |      |
|             | Boy Seijkens       | 09-11-1981 | 13         | 0          | 0     | 0     |      |      |
|             | Rob Zegers         | 27-09-1979 | 32         | 4          | 5     | 1     |      |      |
| Aanval      |                    |            |            |            |       |       |      |      |
|             | Dries Driessen     | 28-08-1981 | 2          | 0          | 2     | 0     |      |      |
|             | Michael Evans      | 21-07-1976 | 32         | 6          | 4     | 0     |      |      |
|             | Maurice Graef      | 22-08-1969 | 23         | 7          | 5     | 1     |      |      |
|             | Bernard Hofstede   | 22-09-1980 | 21         | 4          | 5     | 0     |      |      |
|             | Bas Jacobs         | 02-10-1979 | 14         | 0          | 2     | 0     |      |      |
|             | Paul Jans          | 05-08-1981 | 2          | 0          | 0     | 0     |      |      |
|             | Jeroen van Moorsel | 16-12-1979 | 4          | 0          | 0     | 0     |      |      |
|             | Chima Onyeike      | 21-06-1975 | 24         | 6          | 2     | 2     |      |      |
|             | Oswald Snip        | 09-08-1971 | 30         | 6          | 5     | 0     |      |      |

ADO Den Haag · 
Cambuur Leeuwarden · 
FC Den Bosch · 
Dordrecht '90 · 
Eindhoven · 
Emmen · 
Excelsior · 
Go Ahead Eagles · 
Haarlem ·
Helmond Sport · 
Heracles Almelo · 
MVV · 
Telstar · 
TOP Oss · 
BV Veendam · 
FC Volendam · 
VVV · 
FC Zwolle